# 신영철 (정치인)
신영철(미상 ~ )은 조선민주주의인민공화국의 정치인이다. 라선시 당위원회 위원장 겸 조선로동당 중앙위원회 위원이다.

## 경력
2011년 4월 량강도 당위원회 부위원장으로 선출되었다. 2013년 조선로동당 중앙위원회 부부장을 거쳐 2016년 12월 내각 정치국 국장에 임명되었다. 2017년 10월 조선로동당 제7기 제2차 전원회의에서 당 중앙위원회 후보위원으로 선출되었다. 2018년 2월부터 림경만 후임으로 라선시 당위원회 위원장을 맡고 있다. 2018년 4월 20일, 조선로동당 제7기 제3차 전원회의에서 당 중앙위 위원으로 선출되었다.

## 최고인민회의 대의원
2009년 3월 최고인민회의 제15호선거구에서 제10기 대의원으로 선출되었고, 2019년 4월 제14기 대의원으로 선출되었다.

## 기타
2018년 8월 김영춘 사망 당시에 국가 장의위원회 위원을 맡았다.